# Arreglo de cuentas en San Genaro
Arreglo de cuentas en San Genaro (en italiano: Operazione San Gennaro) es una película italiana de 1966 del género comedia dirigida por Dino Risi.
En Argentina y México la película se estrenó con el título Operación San Genaro.

## Reparto
- Nino Manfredi: Armanduccio Girasole, llamó Dudù
- Senta Berger: Maggie
- Harry Guardino: Jack
- Claudine Auger: Concettina
- Mario Adorf: Sciascillo
- Ugo Fangareggi: Agonia
- Dante Maggio: el Capitán
- Totò: don Vincenzo
- Giovanni Drudi: Cardenal Aloisio
- Giacomo Rizzo: preso
- Pinuccio Ardia: el Barón
- Vittoria Crispo: mamá Assunta
- Enzo Cannavale: Gaetano
- Gino Maringola: carcelero
- Nella Gambini: dama de honor en la boda
- Rino Genovese: comisionado de policía
- Carlo Pisacane: espectador de la casa con la pared demolida
- Solvi Stübing: monja
- Ralph Wolter: Frank
- Vincenzo Falanga: Settebellezze
- Elena Fiore: viuda en el coche fúnebre
- Mario Laurentino: comisionado
- Nuccia Fumo: mujer en el puerto
- Pino Ammendola: limpiabotas

## Actores de doblaje españoles[1]
- Dionisio Macías: Armanduccio Girasole, llamó Dudù
- Carlos Ronda: el Barón, comandante del avión, Pascual y encargado funeraria
- José Antonio Rodríguez: el Capitán
- Fernando Ulloa: Agonia y cochero
- Rafael Calvo Gutiérrez: Cardenal Aloisio, Barbero y guardián del tesoro
- Gloria Roig: Concettina
- José María Angelat: don Vincenzo
- Juan Antolín: Gaetano
- Alfonso Santigosa: Jack
- Consuelo Vives: Maggie
- Carmen Robles: mamá Assunta
- José María Santos: Sciascillo
- Ángela Liaño: Beata de San Genaro
- Antonio Fernández Sánchez: Camarero, trilero y informanción del embarque
- Emilio Sancho: Encargado del embarque, hombre en puerto, veijo en cama y vendedor ambulante
- Ricardo Solans: Giovanni Capuccio
- Elvira Jofre: Lucia y mujer en el puerto
- Rosa Guiñón: mujer observando el tesoro

## Seguido
En 1967, la película tendrá un seguido, Operación San Pedro dirigida por Lucio Fulci, y con Lando Buzzanca en lugar de Manfredi.